# Il tornado
Il tornado (The Tornado) è un cortometraggio muto del 1917 diretto e interpretato da John Ford, qui alla sua prima regia. Ford firma anche la storia e la sceneggiatura, oltre ad apparire come stuntman.
 Il film è considerato perduto.

## Trama
Una banda di criminali, capeggiata da Lesparre, rapina un saloon e rapisce la figlia di un banchiere. Quest'ultimo mette a disposizione una taglia di 5 000 dollari a chi riporti la ragazza sana e salva. Jack Dayton (interpretato dallo stesso John Ford), cowboy di origine irlandese, riesce nell'intento senza fare uso di armi e, con il denaro ottenuto, decide di pagare il viaggio della madre dall'Irlanda agli Stati Uniti.

## Produzione
Il film fu prodotto dalla Bison Motion Pictures, una piccola casa di produzione specializzata in western.

## Distribuzione
Distribuito dall'Universal Film Manufacturing Company, il film - un cortometraggio in due bobine - uscì nelle sale statunitensi il 3 marzo 1917.

### Date di uscita
IMDb
- USA	3 marzo 1917

Alias
- The Tornado USA (titolo originale)
- Il tornado	Italia